# Linearbandkeramische Gräberfelder in Bayern
Den vier untersuchten linearbandkeramischen Gräberfeldern in Bayern, in Aiterhofen-Ödmühle, Dillingen-Steinheim, Mangolding und Sengkofen ist ihre geomorphologische Lage gemein. Die genutzten Geländeerhebungen ragen aus der flachen Umgebung und liegen in der Nähe eines Fließgewässers.

## Beschreibung
Mit Ausnahme von Steinheim sind aus der näheren Umgebung der Gräberfelder mehrere Siedlungen bekannt. Es ist dabei unmöglich, einem Gräberfeld der Bandkeramischen Kultur (LBK) eine bestimmte Siedlung zuzuweisen, so dass zu erwägen ist, die Gräberfelder zu Bestattungsplätzen mehrerer Siedlungen zu erklären.
Als einziges Gräberfeld ist Aiterhofen nahezu vollständig ausgegraben. Von dem Gräberfeld liegen 159 Körpergräber mit 176 Individuen sowie 69 Brandgräber mit den Resten von 79 Individuen vor. Aufgrund der fragmentarischen Erhaltung konnten in Mangolding 13/14, Sengkofen 29/32 und Steinheim 27/27 Körpergräber/Individuen belegt werden. Brandgräber fehlen auf diesen drei Gräberfeldern. Das Gräberfeld von Aiterhofen war in Belegungszonen zu gliedern. Es ergaben sich fünf Zonen, die sich teilweise noch in Gräbergruppen unterteilen ließen. Die Zonen und Gruppen waren durch freie Areale begrenzt.
Die Bestattungssitten zeigten bei den Körper- und Brandgräbern ein einheitliches Bild. Bei den meisten der gerundet rechteckigen bis ovalen Gruben der Körperbestattungen war eine enge Anlehnung an die Körpermaße der Toten zu erkennen. Einige Gruben waren geräumiger. Die ursprünglichen Grabtiefen sind nicht rekonstruierbar, wobei die Auffindungstiefen zwischen 0,1 und 1,4 m schwanken. Für Aiterhofen ist eine ursprüngliche Grabtiefe von 0,50 m – 0,80 m anzunehmen.

### Ausrichtung
Die Hauptausrichtung der Toten lag im Osten (82 %). Neben antipodischen Orientierungen (9,3 %) kamen andere Ausrichtungen vor.
Bei linksseitiger Hockerlage (72,2 %) lag die Blickrichtung zumeist in südlicher Richtung (68,3 %). Ferner ist der rechtsseitige Hocker (9,1 %), der Hocker in Rückenlage (6,9 %; fehlt in Mangolding), der Hocker in Bauchlage (1,3 %; - er fehlt in Steinheim und Mangolding), sowie die gestreckte Rückenlage (4,9 %; fehlt in Sengkofen und Mangolding) überliefert. Letztere nahm dagegen in Steinheim mit 32 % einen hohen Anteil ein.
Eine genderspezifische Ausrichtung oder Körperlage war nicht festzustellen. In Steinheim ist die rechtsseitige Hockerlage allerdings den Männern vorbehalten (es kommen aber auch linksseitig liegende Männer vor). Es fällt auf, dass abnormale Bestattungen häufig eine Randlage im Gräberfeld bzw. in den Gräbergruppen (Aiterhofen) einnehmen. Dies gilt insbesondere für Doppelbestattungen, die als fünf Körper- und zehn Brandgräbern von Aiterhofen sowie aus zwei Gräbern von Sengkofen vorliegen. Dabei handelte es sich meist um Bestattungen von Männern oder Frauen mit Kindern, selten um Kinderdoppelgräber. Erwachsene wurden nie gemeinsam bestattet.
Zusätzliche menschliche Skelettreste stammen aus 11 Körpergräbern von Aiterhofen und je einem von Mangolding und Sengkofen. Meist waren die zum Schädel oder zu den Extremitäten gehörenden Knochen zerbrannt. Ob es sich bei den Befunden um Belege kultischer Handlungen oder um Reste zerstörter und sekundär verlagerter Brandgräber handelt, war nicht zu klären.

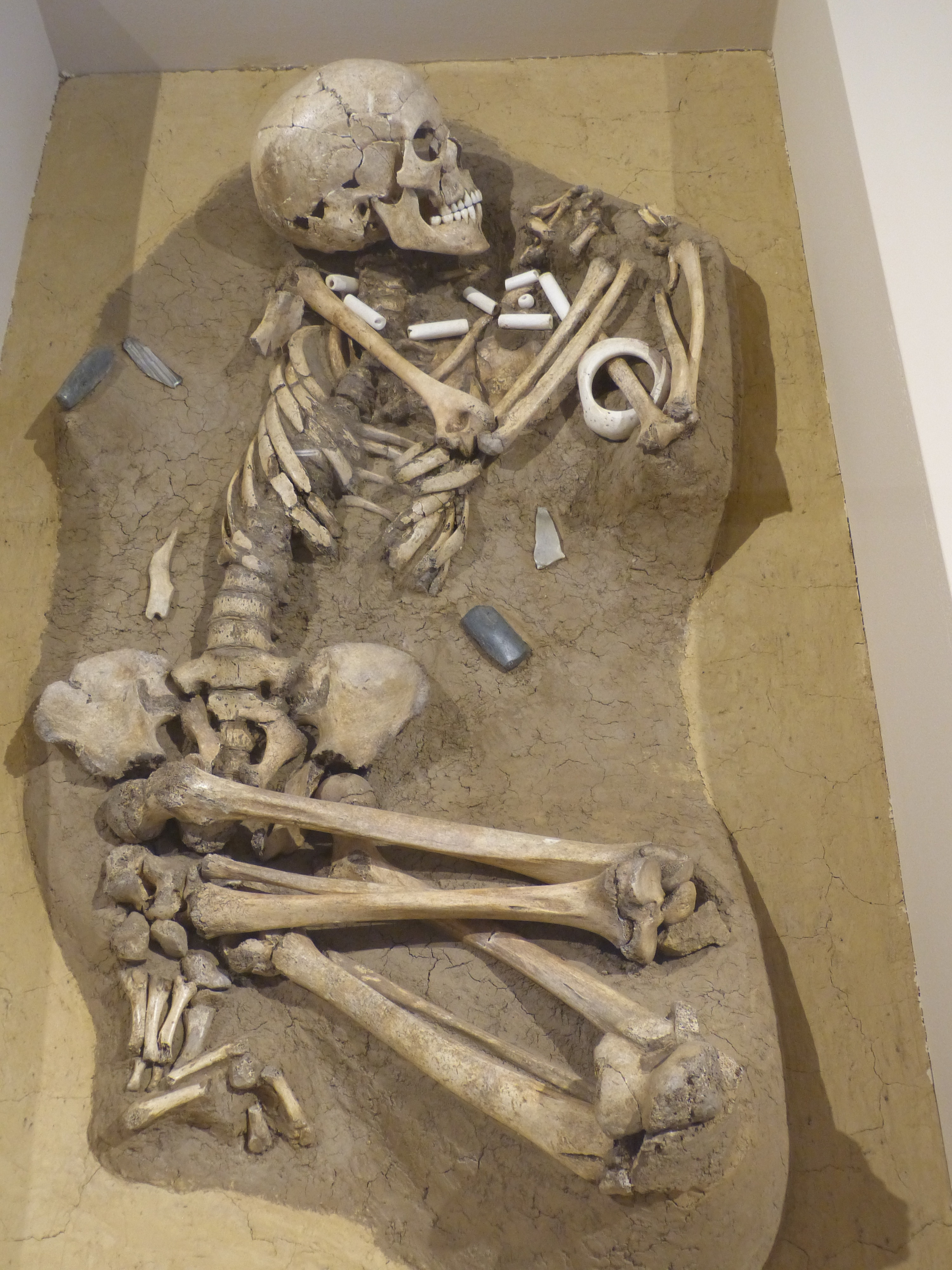
Bestattung aus dem linearbandkeramischen Friedhof von Aiterhofen-Ödmühle, Gäubodenmuseum, Straubing

### Manipulationen
Im Kontext mit der Beisetzung kam es in einigen Fällen zu Manipulationen an den Toten, wie postmortal entfernte Zähne bei fünf Körperbestattungen von Aiterhofen zeigen, die später auf bzw. unter dem Schädel deponiert wurden. Eine fast völlige Zerstörung des Skelettverbandes liegt bei Grab Ai 140 vor. Das Grab wurde einige Zeit nach der Bestattung geöffnet, wobei das Skelett verworfen wurde.

### Kenotaphe
Kaum zu deuten sind die nach Ausmaß, Ausrichtung, Form und Verfüllung den Körpergräbern ähnlichen Gruben auf den Gräberfeldern Aiterhofen (36) und Sengkofen (10). Es dürfte sich um Kenotaphe oder Grabgruben handeln, die im Rahmen eines mehrstufigen Bestattungsritus (wie er in Herxheim belegt ist) ausgeräumt wurden.

### Brandgräber
Die Brandgräber sind ausschließlich Brandschüttungsgräber. Sie zeigen im Planum rundliche bis ovale Kontur, deren Durchmesser zwischen 0,35 und 0,9 m schwankt. Da ihre Auffindungstiefe bei gleichen Erhaltungsbedingungen derjenigen der Körpergräber entspricht, dürfte die archäologisch erfasste Ausdehnung der Feuerbestattung mit der ursprünglichen Verbreitung auf dem Gräberfeld übereinstimmen. Während allerdings wenige Brandgräber linearbandkeramisch sind, datieren andere ins Mittelneolithikum, so dass die Zeitstellung der meisten Brandbestattungen (wegen Beigabenlosigkeit und untypischem Material) nicht sicher beurteilt werden kann.

### Geschlechteranteil
Die anthropologische Analyse erbrachte für alle Gräberfelder ein Dominieren der Männer, das in Sengkofen (73,3 %) und Steinheim (74 %) sogar extrem ist. Will man dies nicht den schlechten Erhaltungsbedingungen zuschreiben, so muss man von unterschiedlichen Bestattungssitten für Männer und Frauen ausgehen. Der Männerüberschuss ist jedoch bei den Körpergräbern von Aiterhofen gering (54,4 %), bei den Brandgräbern ist das Geschlechterverhältnis sogar ausgeglichen. Für die meisten Kinder, besonders aber für Säuglinge und Kleinkinder dürften archäologisch nicht belegbare Bestattungsregeln gegolten haben. Auf den Gräberfeldern sind sie entweder gar nicht (Mangolding und Steinheim), oder nur in geringer Zahl vertreten. Eine Ausnahme stellt der hohe Kinderanteil unter den Brandbestattungen von Aiterhofen dar (32,8 %), wenngleich auch hier Säuglinge fehlen und Kleinkinder unterrepräsentiert sind.

### Altersbestimmung
Die überwiegende Zahl der Toten erreichte das Erwachsenenalter, wobei die meisten Frauen im dritten, die Männer mehrheitlich im vierten Lebensjahrzehnt starben. Die anthropologische Geschlechtsdiagnose konnte durch eine kombinierte anthropologisch-archäologische Determination relativiert werden. Die Grundlage bildeten geschlechtsspezifische Beigaben. Zu ihnen gehören:
- a) für männliche Individuen: Feuerbestecke, Feuersteinklingen, Feuerstein- bzw. Knochenpfeilspitzen, Geweihknebel, Flachhacken, Fleischbeigaben, Fuchskiefer, Knochenstäbe, Rötelstreuung, Schuhleistenkeile, Armringe aus Muschelschalen der Stachelauster (Spondylus) und V-förmig bearbeitete Spondylusschalen
- b) für weibliche Individuen: runde Spondylusklappen, die wegen ihrer Perlmuttschicht zu Schmuckstücken verarbeitet wurden

Mit dem Verfahren waren zahlreiche anthropologisch nicht bestimmbare Individuen (darunter einige Kinder und Jugendliche) einem Geschlecht zuweisbar, so dass sich auf drei Gräberfeldern (außer Steinheim) die Anzahl der geschlechtsbestimmten Individuen erheblich vergrößerte.
Die Untersuchungen ergaben auch, dass der Anteil der männlichen Individuen auf sämtlichen Plätzen deutlich über dem der weiblichen lag. Dies ist nicht mit der beschränkten archäologischen Geschlechtsdiagnose zu erklären, sondern als kulturhistorische Konstellation zu werten. Neben Kindern sind auch Frauen nur zu einem geringeren Teil auf den bayerischen Gräberfeldern der LBK vertreten. Für beide Gruppen dürften andere, archäologisch nicht belegbare Bestattungsregeln gegolten haben. Demnach finden wir nicht etwa einen repräsentativen Querschnitt durch eine bandkeramische Population vor, sondern einen selektierten Personenkreis, dessen Privileg die Bestattung auf Gräberfeldern darstellt.

### Beigaben
Der Anteil der beigabenführenden Bestattungen liegt auf den Gräberfeldern zwischen 48 und 68 %. Stets haben Männer mehr Beigaben als Frauen. Auch in der Qualität übertreffen die Ausstattungen der männlichen die der weiblichen Individuen. Dies gilt auch für die Brandgräber, die verglichen mit den Körpergräbern ärmlicher ausgestattet sind.
Die Beigaben wurden auf der Grabsohle, zumeist im Bereich der Oberkörper (oft am Kopf) deponiert. Einige Gegenstände können anhand ihrer Lage als Bestandteile der Tracht identifiziert werden (Geweihknebel und Spondylusklappen als Gürtelschließe; Spondylusarmringe, Spondylus- und Steinperlen sowie Dentalien und Schneckengehäuse also Ketten- oder Haubenbesatz). Die Zier des Leichnams spricht möglicherweise für eine Aufbahrung vor der Grablegung. In einigen Fällen lagen die Utensilien so eng zusammen, dass ihre Niederlegung in einem Behältnis aus organischem Material und damit ein funktionaler Zusammenhang der Artefakte (z. B. Feuerbesteck) auszumachen ist.

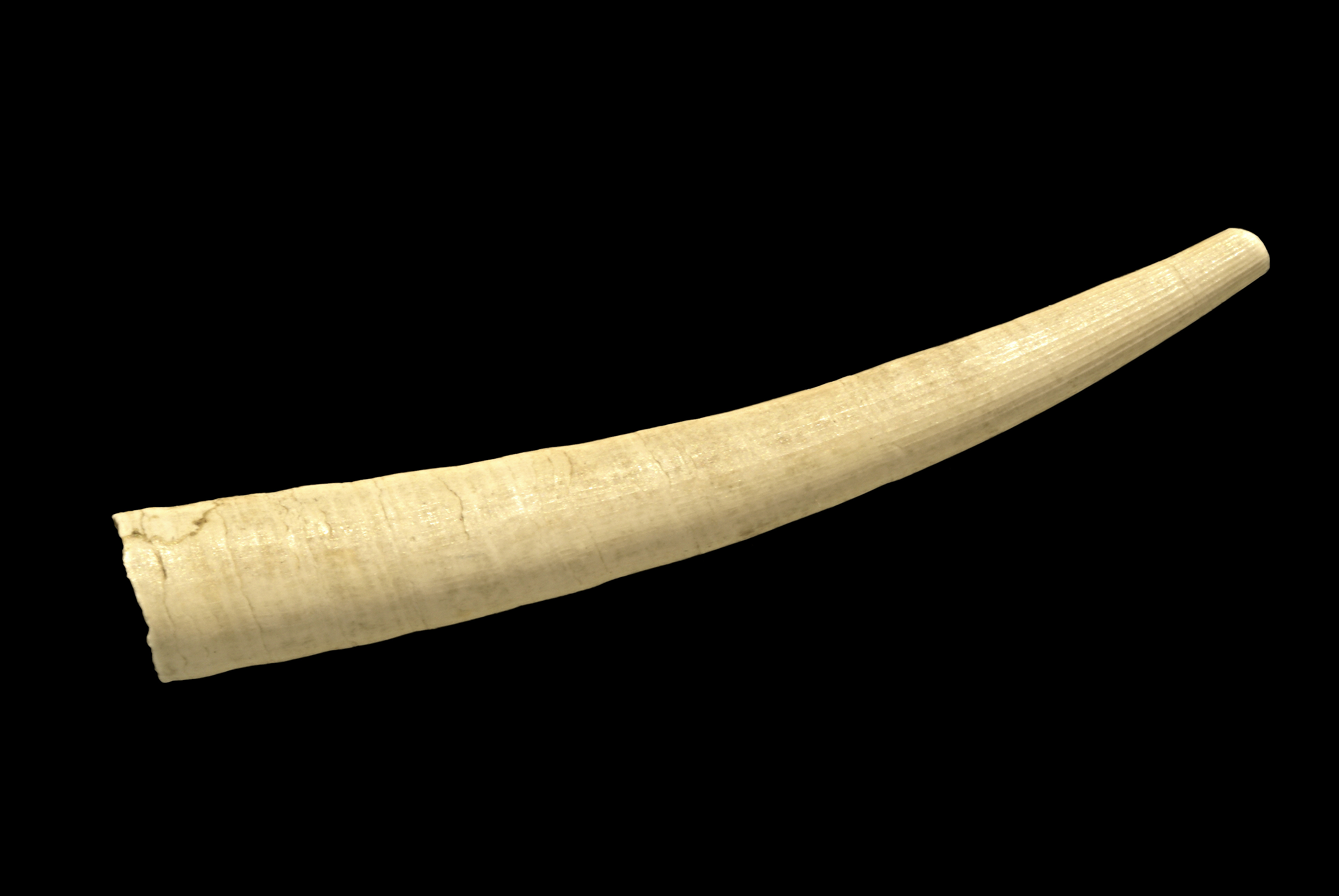
Gehäuse eines Kahnfüßer (Scaphopoda). Sie wurden zu Schmuck (Halsketten etc.) verarbeitet.

Zu den Gegenständen, die auch im Bereich der unteren Extremitäten niedergelegt wurden, gehören vor allem Pfeilspitzen. Als Bündel könnten sie auf die Beigabe eines Köchers hinweisen. Aufgegliederte Pfeilsätze machen die Existenz eines Bogens im Ausstattungsmaterial wahrscheinlich, so dass mit den Pfeilspitzen wohl eine Ausrüstung zu erfassen war, die aus Pfeilen, Köcher und Bogen bestand.
Eine Besonderheit sind Funde aus den Grubenverfüllungen. Es handelt sich großenteils um zerscherbte Keramik und nur vereinzelt um Farbsteine (Rötel, Grafit), kalzinierte Knochen etc.